# Podhorany (okres Nitra)
Podhorany jsou obec na Slovensku, v okrese Nitra v Nitranském kraji. Žije v nich přibližně 1 200 obyvatel.

## Historie
Obec Podhorany vznikla v roce 1960 sloučením tří obcí Sokolníky, Mechenice a Bádice. V roce 2002 se Bádice osamostatnily.
První písemná zmínka o obcích Sokolníky a Mechenice je z roku 1113.

## Přírodní poměry
Obec leží v Nitranské pahorkatině u severozápadního pohoří Tríbeč, pod severními svahy hory Zobor, na náplavových kuželech levostranných přítoků řeky Nitry. Území je tvořeno sprašovými a nivními uloženinami v rovině, na vrchovině a pahorkatině je tvořena druhohorními horninami. Vrchy Veľký Bahorec (230 m n. m.) a Malý Bahorec (210 m n. m.) jsou stavěny z křemenců, Hôrka (291 m n. m.) je vápencová. Nadmořská výška se pohybuje v rozmezí 146 až 617 m n. m. V křemencových horninách jsou vytvářeny erozní údolí potoky Hunták, Mechenický a jejich přítoky. Většina území je odlesněná, zemědělskou půdou je hnědozem, rendzina a lužní půda. Zalesněnou část představují duby a buky. Část území zasahuje do chráněné krajinné oblasti Ponitří.
Do správního území obce zasahují chráněná krajinná oblast Ponitří, přírodní rezervace Žibrica a chráněný areál Huntácka dolina.

## Pamětihodnosti
- Románský kostel v Podhoranech-Sokolníky z 12. století. Kostel byl nepoužíván, v současné době základy a části zdiva.[7][8]
- Farní kostel svatého Michala v Podhoranech-Sokolníky, novobarokní kostel z roku 1758, přestavěn v druhé polovině 19. století.
- Římskokatolický filiální kostel svaté Heleny v Podhoranech-Mechenice, postaven v 12. století v románském slohu, přestavěn v 15. století a v roce 1856 přestavěn do dnešní podoby.[9]

## Farnost
Římskokatolická farnost Podhorany (u Nitry) náleží pod děkanát Lužianky, Nitranské diecéze. Kostel svatého Michala je farním kostelem, filiálními jsou kostel svaté Heleny v Podhoranech-Mechenice a kaple Magna Mater Hungarorum v Bádcích.